# Anastassija Wiktorowna Mischina
Anastassija Wiktorowna Mischina (russisch Анастасия Викторовна Мишина; englisch Anastasia Mishina; * 24. April 2001 in Sankt Petersburg) ist eine russische Paarläuferin. Zusammen mit Alexander Galljamow wurde sie im Jahr 2021 Weltmeisterin.

## Karriere
Seit Ende Februar 2017 läuft Mischina im Paarlauf zusammen mit Alexander Galljamow.
In der Saison 2017/18 gewannen Mischina und Galljamow beim Golden Spin of Zagreb die Goldmedaille bei den Junioren. Bei ihrer ersten Teilnahme an den Juniorenweltmeisterschaften gewannen sie Bronze. In der Saison 2018/19 gewann das Paar die Goldmedaille im Grand-Prix-Finale der Junioren. In Zagreb wurden sie 2019 Juniorenweltmeister im Paarlauf.
In der Saison 2019/20 qualifizierten sich Mischina und Galljamow durch einen Sieg beim Internationaux de France für das Grand-Prix-Finale in Turin. Dort gewannen sie die Bronzemedaille hinter den chinesischen Paaren Sui Wenjing / Han Cong und Peng Cheng / Jin Yang. Bei den Bavarian Open 2020 gewann das Paar Gold vor Annika Hocke und Robert Kunkel aus Deutschland.

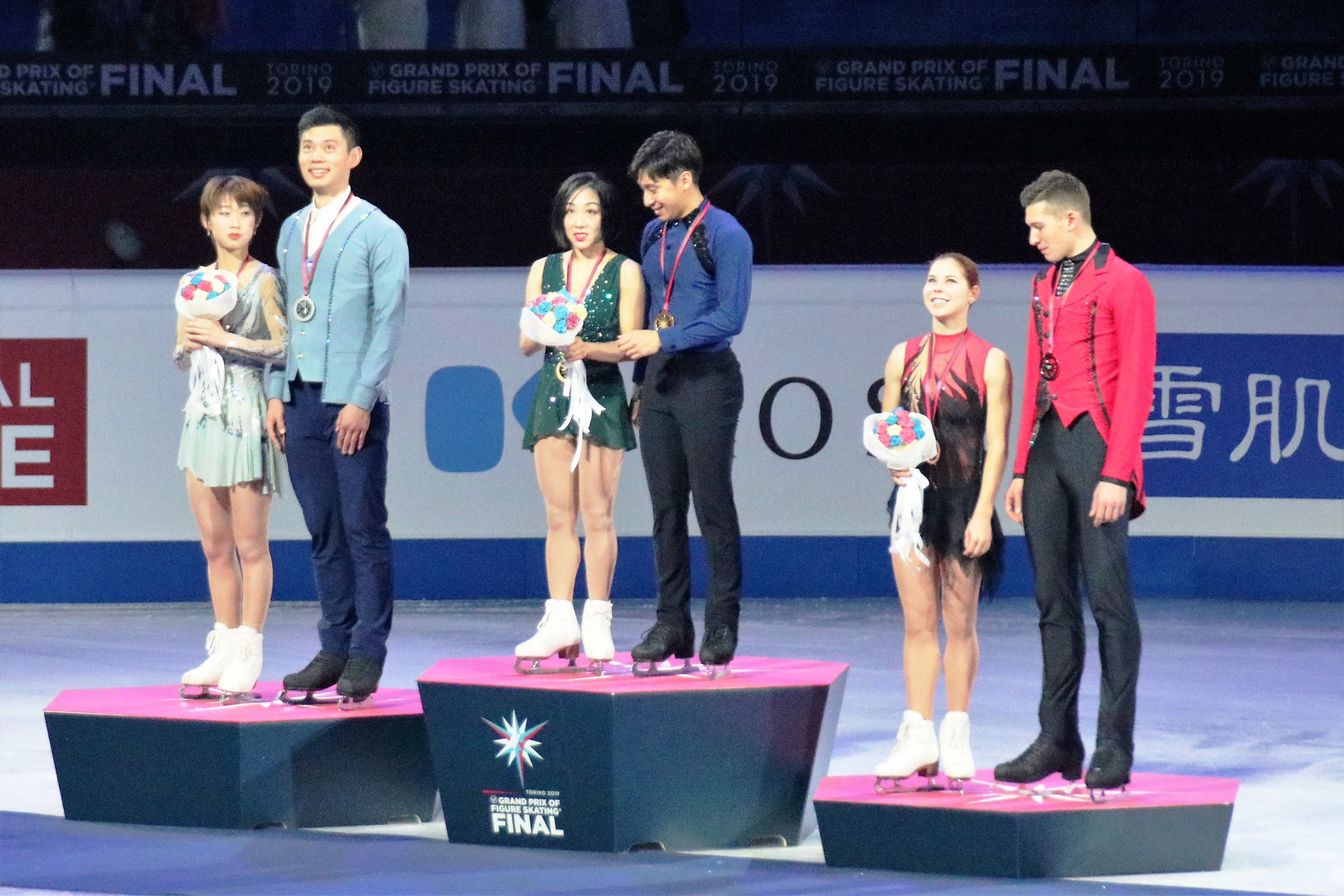
Mischina und Galljamow (rechts) bei der Siegerehrung des Grand-Prix-Finales 2019

Bei den Weltmeisterschaften 2021 stellten Mischina und Galljamow in Kurzprogramm und Kür persönliche Bestleistungen auf. Im Gesamtergebnis wurden sie mit knappem Vorsprung vor Sui Wenjing und Han Cong Weltmeister.

## Ergebnisse
Zusammen mit Alexander Galljamow:
| Meisterschaft / Jahr                    | 2018    | 2019    | 2020    | 2021    | 2022    |
| --------------------------------------- | ------- | ------- | ------- | ------- | ------- |
| Olympische Winterspiele                 |         |         |         |         | 3.      |
| Weltmeisterschaften                     |         |         |         | 1.      |         |
| Europameisterschaften                   |         |         |         |         | 1.      |
| Russische Meisterschaften               | 7.      | 5.      | 4.      | 4.      | 1.      |
| Wettbewerb / Saison                     | 2017/18 | 2018/19 | 2019/20 | 2020/21 | 2021/22 |
| GP Finale                               |         |         | 3.      |         |         |
| GP NHK Trophy                           |         |         | 3.      |         | 1.      |
| GP Internationaux de France             |         |         | 1.      |         |         |
| GP Cup of Russia                        |         |         |         | 2.      | 1.      |
| CS Alpen Trophy                         |         | 1.      |         |         |         |
| CS Finlandia Trophy                     |         |         | 1.      |         | 1.      |
| Bavarian Open                           |         |         | 1.      |         |         |
| Teamwettbewerb / Saison                 | 2017/18 | 2018/19 | 2019/20 | 2020/21 | 2021/22 |
| Olympische Winterspiele                 |         |         |         |         | 3.      |
| World Team Trophy                       |         |         |         | 1.      |         |
| GP = Grand Prix; CS = Challenger Series |         |         |         |         |         |

Zusammen mit Alexander Galljamow bei den Junioren:
| Meisterschaft / Jahr        | 2018    | 2019    |
| --------------------------- | ------- | ------- |
| Juniorenweltmeisterschaften | 3.      | 1.      |
| Russische Meisterschaften   | 2.      | 1.      |
| Wettbewerb / Saison         | 2017/18 | 2018/19 |
| JGP Finale                  |         | 1.      |
| JGP Canada                  |         | 1.      |
| JGP Bratislava              |         | 1.      |
| Golden Spin of Zagreb       | 1.      |         |
| JGP = Junior Grand Prix     |         |         |